# Креєшть (Муреш)
Креєшть, Креєшті (рум. Crăiești) — село у повіті Муреш в Румунії. Входить до складу комуни Креєшть.
Село розташоване на відстані 288 км на північний захід від Бухареста, 25 км на північний захід від Тиргу-Муреша, 62 км на схід від Клуж-Напоки.

## Населення
За даними перепису населення 2002 року у селі проживали 723 особи. Рідною мовою 719 осіб (99,4%) назвали румунську.
Національний склад населення села:
| Національність | Кількість осіб | Відсоток |
| -------------- | -------------- | -------- |
| румуни         | 716            | 99,0%    |
| угорці         | 7              | 1,0%     |